# NGC 3865
NGC 3854 = NGC 3865 ist eine verschmelzende Balken-Spiralgalaxie vom Hubble-Typ SBb im Sternbild Becher am Südsternhimmel. Sie ist schätzungsweise 249 Millionen Lichtjahre von der Milchstraße entfernt und hat einen Durchmesser von etwa 110.000 Lj.
Im selben Himmelsareal befindet sich u. a. die Galaxie NGC 3858.
Das Objekt wurde im Jahr 1880 vom Astronomen Andrew Common mit seinem 36-Zoll-Spiegelteleskop entdeckt. 1886 wurde von dem Astronomen Francis Preserved Leavenworth an ähnlicher Stelle ein Objekt beobachtet, das im New General Catalogue unter NGC 3854 verzeichnet ist; man geht mittlerweile von einer erneuten Beobachtung von NGC 3865 aus.